# 浙江大学计算机科学与技术学院
浙江大学计算机科学与技术学院是浙江大学的一个学院，现属于信息学部。包括计算机科学与工程学系、数字媒体与网络技术系、工业设计系、软件工程系（与软件学院共建）4个系。

## 重点学科
- 4个国家一级学科：计算机科学与技术学科、软件工程、网络空间安全、设计学
- 国家重点学科：计算机应用技术
- 国家重点（培育）学科：软件工程
- 浙江省重点学科：计算机系统结构
- 博士点与博士后流动站：计算机科学与技术、软件工程
- 硕士点：设计艺术学

2011年学院招收本科生372人、硕士生288人、博士生90人。
学院现有205名教职工，其中2名中国工程院院士、3名长江学者奖励计划特聘教授、5名国家杰出青年基金获得者、2名浙江省特级专家、1名求是特聘教授。其中有56名博士生导师、124名硕士生导师。目前有34名在站博士后研究员。

## 研究机构
- 4个研究所：人工智能、计算机软件、计算机系统结构与网络安全研究所、现代工业设计
- 计算机基础教学和继续教育中心
- 计算机应用工程中心
- 计算机辅助设计与图形学(CAD&CG)国家重点实验室
- 国家列车智能化工程技术研究中心
- 浙江省服务机器人重点实验室、浙江省大数据智能计算重点实验室、视觉感知教育部－微软重点实验室、计算机辅助产品创新设计教育部工程研究中心等7个省部级重点实验室（工程技术中心）[1]

2011年学院科研经费超过1.7837亿元。有30项国家自然科学基金项目获批，批准率接近50%。获1项国家科学技术进步奖，2项省部级科技进步一等奖。有79篇影响因子在1.0以上的高水平论文，有35篇影响因子在2.0以上的论文，以及24篇Top会议论文。